# Houston Film Critics Society
Lo Houston Film Critics Society è un'organizzazione non-profit di critici cinematografici con sede a Houston, Texas, negli Stati Uniti. Fondato nel 2007 da Danny Minton e Nick Nicholson, annualmente premia gli "straordinari traguardi" raggiunti nei film in una cerimonia apposita tenuta al Houston Museum of Fine Arts. La giuria è composta da 25 critici che operano nei settori giornalistico, radiofonico, televisivo, e del web.

## Organizzazione
- Joshua Starnes – Presidente [3]
- Alan Cerny – Vice president
- Lisa Elin – Segretario
- Travis Leamons – Tesoriere